# Tocolítico
Tocolíticos são medicações utilizadas para suprimir um trabalho de parto prematuro. Suprimem contracções uterinas. Em Medicina Veterinária são utilizados: isoxsuprina e clembuterol. Em humanos um efeito colateral, é a hiperplasia gengival 
Os bloqueadores do canal da cálcio são a primeira opção de uso. Agem relaxando a musculatura lisa pois impedem a entrada de cálcio nas células miometriais. Exemplo: Nifedipina dose de ataque 10mg sublingual a cada 20 minutos até cessarem as contrações (dose máxima até 40mg). Dose de manutenção: 10mg via oral de 6 em 6 horas por 3 dias. 
Os agonistas dos receptores beta adrenérgicos também podem ser utilizados, porém oferecem maiores riscos de efeitos colaterais como a retenção hídrica e edema pulmonar. As alternativas mais utilizadas dessa classe é a Terbutalina e o Salbutamol através de infusão endovenosa.  
Complicações potenciais dos agentes tocolíticos:  
- Nifedipina: hipotensão arterial. 
- Agentes beta adrenérgicos: Edema pulmonar, hipercalemia, insuficiência cardíaca, isquemia miocárdica, hiperglicemia, hipotensão, arritmias cardíacas, morte materna. 
- Sulfato de magnésio: Depressão respiratória, tetania materna, hipotensão arterial, parada cardíaca, paralisia muscular. 
- Indometacina: Hepatite, insuficiência renal, sangramento digestivo, persistência do canal arterial fetal.   